# Candela
SI-enheden for lysstyrke er candela (symbol cd), der er defineret således, at 1 candela er lysstyrken i en given retning af en lyskilde, som udsender monokromatisk lys med en frekvens på 540 × 1012 Hz, og hvis strålingsstyrke i denne retning er 1/683 W/sr.
De 540 THz svarer til grønt lys, og frekvensen er valgt, fordi det er ved denne frekvens det menneskelige øje er mest følsomt.
Årsagen til det skæve tal 1/683 ligger i den oprindelige definition; candela betyder (voks)lys på latin, og 1 candela var oprindeligt lysstyrken fra 1 vokslys.
Mens der ved 540 THz gælder, at 1 W/sr er ækvivalent med 683 cd, giver 1 W/sr ved enten højere eller lavere frekvenser kun anledning til en mindre lysstyrke. Det skyldes at vores øje er mindre følsomt for lysenergi i det røde eller blå område end det er i det grønne. Bemærk at candela derfor, som den eneste grundlæggende SI-enhed, er en "antropisk" måleenhed som ikke har universel relevans men kun knytter sig til menneskelig synssans.
Den kurve der angiver omregningsforholdet mellem lysstyrke (i candela) og fysisk energiindhold i lyset (målt i watt pr. steradian) som funktion af frekvensen (eller bølgelængden), må fastlægges eksperimentelt. I praksis indeholder lys normalt mange samtidige frekvenser i forskellig styrke, og omregningen må da foretages ved integration.
En almindelig 100 W-pære giver en lysstyrke på cirka 120 cd.[kilde mangler]
En den danske lovgivning er der forskellige regler om hvor mange candela en konstruktion skal have. 
For eksempel kræver en bekendtgørelse om cykeludstyr at "For- og baglygte skal have en lysstyrke på mindst 4 candela målt henholdsvis lige forfra og lige bagfra".